# 庫爾特·斯圖登特
庫爾特·斯圖登特（德語：Kurt Student，1890年5月12日—1978年7月1日）是一名納粹德國空軍大將與參與戰爭罪行的罪犯，同時也是德軍傘兵部隊——空降獵兵的首創者。第一次世界大戰時任戰鬥機飛行員；第二次世界大戰為空降獵兵司令，並曾在克里特島戰役後下令屠殺孔多馬里村及毀滅坎達諾斯村等行動，而其中至少毀滅坎達諾斯村的受害者包括婦女與小孩。

## 生平
斯圖登特出生在普魯士布蘭登堡省祖利肖-施维布斯（Züllichau-Schwiebus）縣名為比克霍茲（Birkholz，今波蘭Borów）的村鎮，現時在波蘭境內。
斯圖登特在1910年加入德意志帝國軍隊，當時是預備軍官，於1911年3月升中尉。他最初在一個獵兵營服務，1913年被選派接受飛行駕駛訓練。第一次世界大戰開始後，屬第17野戰飛行隊的他在東戰場加利西亞前線作戰至1916年，稍後被調派至西戰場，於第三軍團的不同空軍單位服役，包括自1916年10月到1917年5月指揮第9戰鬥機中隊。從1916年至1917年，他取得六次空戰擊敗法國飛機的成績。
德國戰敗後，「凡爾賽條約」禁止德國擁有空軍，但斯圖登特努力嘗試避免德國在空軍科技落後。戰後他被委派從事軍事研究及發展。由於「凡爾賽條約」沒有禁止德國有滑翔機，他開始關注它們。他也在苏联德国合作开办的利佩茨克战斗机飞行员学校實地觀看蘇聯空軍的演習，在那裡他首次接觸空降作戰的概念。
希特勒上台後，秘密重建德國空軍，把斯圖登特從陸軍調到空軍。戈林任命斯圖登特為空軍的訓練學校的首長。當德國在1935年宣佈拋棄「凡爾賽條約」後，斯圖登特的職位變成正式。1938年7月他被任命為「德軍空運與空降部隊」司令，9月統領德軍首個空降師第七航空師。
雖然這傘兵師沒有參與波蘭戰役，很快他便有顯示傘兵作戰價值的機會：1940年攻法國閃電戰，德軍先行掃蕩低地小國群，德軍第7航空師降落在比利時仗峙的防線重鎮埃本-埃馬爾後方並輕鬆突襲攻佔，可是在1940年5月攻佔荷蘭鹿特丹戰鬥時，他在鹿特丹充作司令部的办公室窗边意外被開槍庆祝的武裝親衛隊“阿道夫·希特勒警卫旗队”的士兵击中頭部，经抢救得免，此傷讓他療養8個月才康復又回到戰場作戰。他因為在上述數場戰鬥中領導作戰表現英勇傑出，希特勒頒發騎士鐵十字勳章表揚他。
1941年1月，他奉命領導新組建的第11空降軍。他在此職位策劃了5月空降希臘克里特島的「水银行動」（Unternehmen Merkur）作戰。作戰雖然成功，但是傷亡太大，讓希特勒對傘兵作戰信心開始動搖，再也不准德軍師級以上大部隊傘兵空降作戰。克里特島戰役期間，他曾下令處決阿力基亞諾斯村民眾；而克里特島戰役後，斯圖登特下令屠殺孔多馬里村及毀滅坎達諾斯村。孔多馬里村屠殺受害者至少23人，且一些估計認為多達60人受害；而毀滅坎達諾斯村的行動中有大約180人受害，且受害者包括婦女與小孩。
1943年斯圖登特策劃軍事代號「橡樹行動」，這項令各方矚目的成功突擊行動是以數架STOL滑翔機載傘兵到義大利山上作戰救出被盟軍關押的墨索里尼；眾所周知突擊隊長是黨衛軍校官奧托·斯科爾茲內；斯圖登特也因為策略生效又榮獲橡葉騎士鐵十字勳章。 
斯圖登特後又被派到義大利與法國領導作戰，也參與了防禦盟軍諾曼地登陸戰鬥；他率領第1傘兵軍團在安恆市附近反擊盟軍，這就是挫敗盟軍的市場花園行動，之後1945年又派他增援東戰場德軍於梅克伦堡抵抗紅軍，沒多久又調回德國；4月他在石勒苏益格-赫尔施泰因被英軍俘虜，直至1948年才獲釋；著作《回憶錄》是研究第二次世界大戰德軍傘兵作戰代表作。令人意外的是，施图登特作为德国空降兵的缔造者，因为一直担负整个行动的统筹和地面指挥任务，从未投入过一次空降突击行动中去，因此并没有获得过被称为“德国空降兵的身份证章”的“空军（早期由陆军颁发）空降突击章”。

## 戰爭罪行

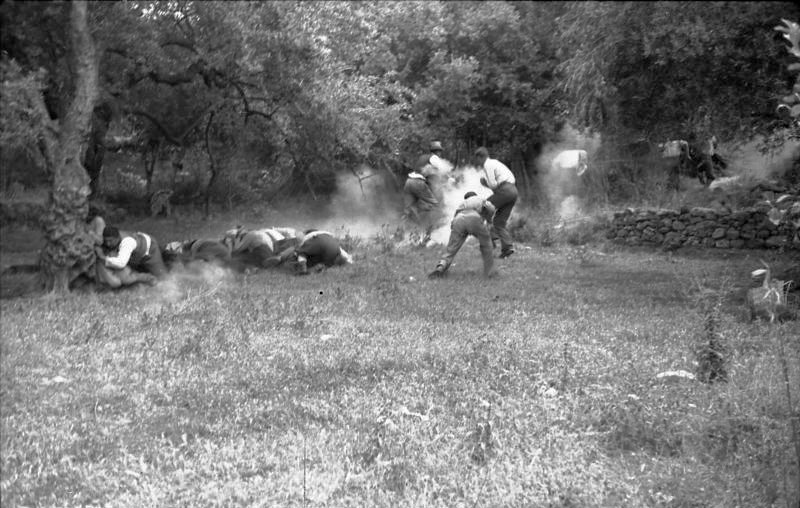
據估計，在1941年6月，孔多馬里村有多達60名村民死於斯圖登特麾下的空降獵兵的暴行。

1947年5月，斯圖登特因其手下士兵在克里特島虐待戰俘以及對克里特島平民的暴行之故而受到八項指控，這其中包括了孔多馬里村屠殺、處決阿力基亞諾斯村民眾及毀滅坎達諾斯村等針對克里特島平民的行動。之後斯圖登特因三項與戰俘有關的指控獲判有罪，但與對平民暴行相關的指控因紐西蘭第4步兵旅旅長林赛·梅里特·英格里斯的見證之故而獲判無罪，結果斯圖登特被判五年有期徒刑，但在1948年因健康因素而提早獲釋。
斯圖登特死於1978年，且盡管沒有因對平民的暴行而受審，但孔多馬里村屠殺、處決阿力基亞諾斯村民眾及毀滅坎達諾斯村等針對克里特島平民的暴行都出於他的命令，而其中至少毀滅坎達諾斯村的受害者包括婦女與小孩。

## 外部連結
- WW2DB: 斯圖登特 （页面存档备份，存于）